# Toucher
« Tact » redirige ici.  Pour le ruisseau, voir Tact (ruisseau).
Pour les articles homonymes, voir Toucher (aéronautique).

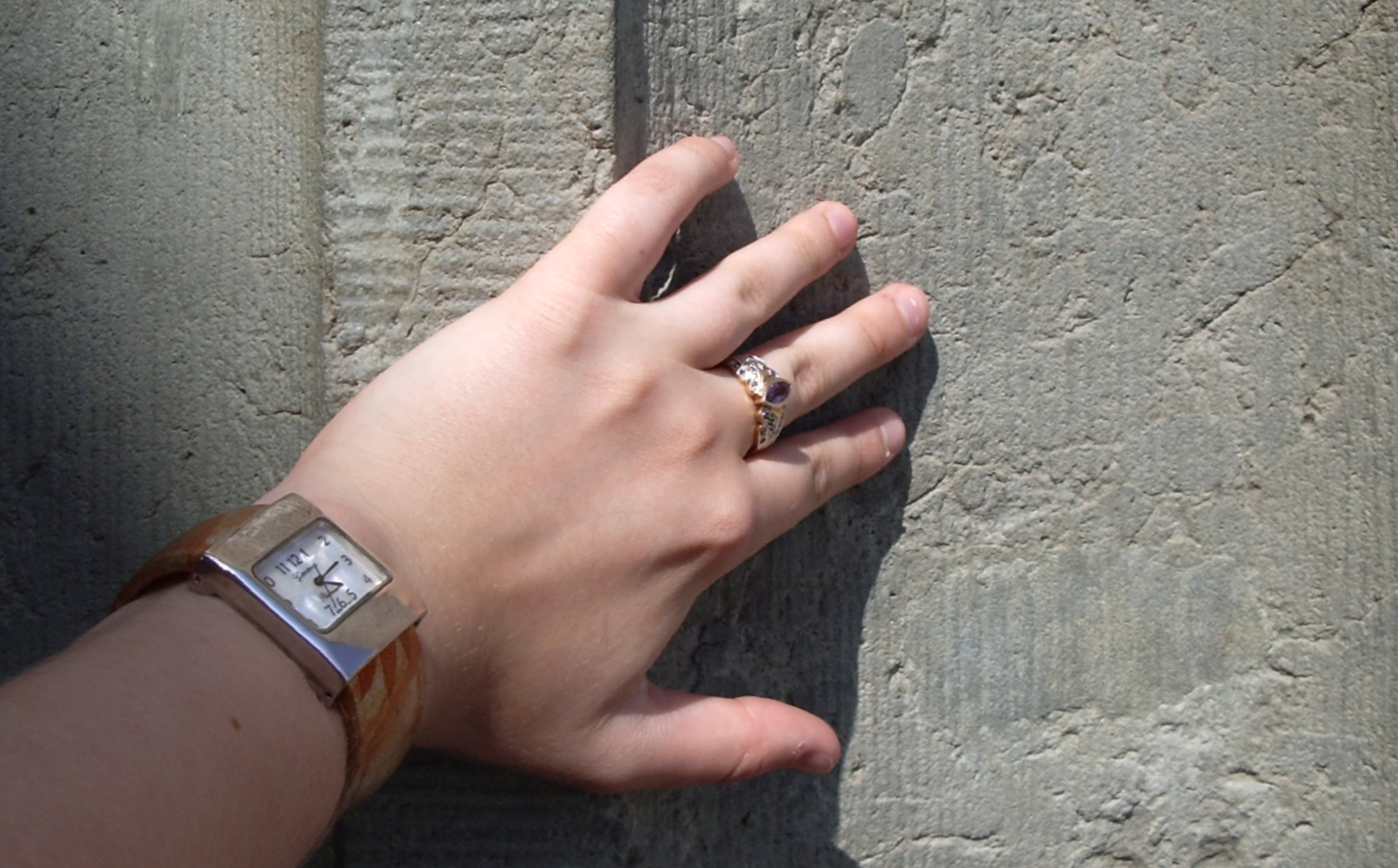
Chez lHomo sapiens, le sens du toucher est particulièrement développé aux extrémités des doigts.

Le toucher, aussi appelé tact ou taction, est l'un des sens extéroceptifs de l'animal (dont l'humain), essentiel pour la survie et le développement des êtres vivants, l'exploration, la reconnaissance, la découverte de l'environnement, la locomotion ou la marche, la préhension des objets et la nutrition, le toucher d'un instrument de musique, la recherche de l'exposition solaire ou la quête d'un espace agréable, les contacts sociaux, la sexualité…
Il existe avec des variantes dans tout le règne animal et, beaucoup moins observables du fait de l'immobilité apparente, végétale. Notons que certains végétaux ont également des réactions tactiles avec des temps de réponses suffisamment courts pour être observables. Le toucher se confond aussi avec le contact impliquant au moins un être vivant.
On a récemment montré la complexité du toucher. Chez le fœtus humain, c'est le premier des cinq sens à se développer même s'il ne s'agit pas d'un sens indépendant des autres. Le sens haptique permet notamment, chez l'homme, de mieux connecter la vision et l'audition, et peut même significativement faciliter l'apprentissage de la lecture chez l'adulte.
Fait trivial souvent oublié, se toucher ou se faire toucher de façon positive est crucial pour la survie de l'homme. Toucher les objets et les autres êtres vivants favorise l'apprentissage chez l'enfant, jusqu'à faciliter l'apprentissage de la lecture chez l'enfant, comme chez l'adulte apprenant une langue étrangère. De nombreuses formes de « toucher thérapeutique » existent, qui, en termes de « bonnes pratiques » mobilisent les principes de l'éthique biomédicale.

## Présentation
Le toucher donne des informations physiques, via la peau en contact avec des objets, des êtres, des fluides liquides ou gazeux , etc.). Une bonne partie de ces informations sont spécifiques : la température ou la consistance ne pourraient être aussi bien connues autrement.
C'est dans les différents corpuscules tactiles, structures plus ou moins spécialisées de la peau, qu'il faut chercher les prémices des différentes informations élaborées par le système nerveux.
Le toucher dans sa dépendance à la peau est le sens le moins vulnérable : quand la vue ou l'ouïe sont altérées, le tact permet encore une interaction fine avec le monde environnant. Il est donc exploité par les amblyopes qui utilisent en particulier l'extrême sensibilité des doigts pour s'informer et améliorer leur communication. L'accès aux textes par le braille est ainsi permis).

La peau est l'organe le plus étendu du corps. Connaissant la densité du réseau nerveux de l'épiderme, il est compréhensible que le toucher permette les sensations les plus fortes, agréables ou douloureuses et qu'il constitue un générateur non seulement de plaisirs d'une grande variété, mais aussi de sentiments parmi les plus profonds :

« C’est par la peau principalement que nous sommes devenus des êtres aimants. »

— Harry Harlow, The maternal affectional system of rhesus monkeys

« Les mains sur la peau touchent l'âme à vif. »

— Christian Bobin

« La caresse recrée l'être qu'elle caresse. »

— Jean-Paul Sartre

« Faites les gestes, et les sentiments entreront dans le cœur. »

— Confucius
. Le potentiel érogène du toucher lui confère une place centrale dans la vie humaine : il est à l'origine de relations d'attachement et permet des échanges sélectifs avec d'autres personnes. Des expériences sur de jeunes singes, et même sur des rats ont montré le rôle vital des caresses dans l'équilibre psychique et même physique.

« D’autres expérimentateurs s’intéressant aux rats ont montré que les animaux caressés sont détendus, calmes, souples, confiants et même audacieux, leur apprentissage est meilleur, leur croissance plus rapide, leur résistance aux affections plus grande, leur cerveau plus lourd. Par contre, les rats recevant les soins minimaux dans la stricte indifférence sont tendus, agités, craintifs et agressifs. »

— Dr Gérard Leleu, Le Traité des caresses
Son rôle est considérable dans l'expérience et l'expression de la tendresse, les échanges [(étreintes, baisers, caresses buccales, caresses manuelles, frottements, etc.), bien que ces échanges soient modulés par la culture. Sébastien-Roch Nicolas de Chamfort présente ainsi l'amour comme « l'échange de deux fantaisies et le contact de deux épidermes ».
La place occupée par le toucher est investie par de nombreuses pratiques ou techniques visant l'épanouissement des individus ou la disparition de troubles ou pathologies diverses. La plus répandue de ces pratiques est le massage, appliquée par exemple aux prématurés.

## Physiologie
Le sens tactile est un véritable système qui possède des capteurs répartis dans toute la peau et des nerfs qui partent de ces capteurs pour remonter vers le cerveau et rejoindre les aires somesthésiques. Certaines zones cutanées du corps comme les doigts et les lèvres possèdent un plus grand nombre de récepteurs que d’autres comme le dos et sont davantage représentées au niveau du cortex.
Les corpuscules de Pacini sont situés dans la couche inférieure du derme. Ils sont sensibles à la pression, aux vibrations et à la température. Ils disent au cerveau quelle partie du corps bouge et comment. Les corpuscules de Meissner sont de forme ovale ils se retrouvent principalement dans le bout des doigts ou la paume des mains. Ils réagissent aux stimulations légères et à la pression. Leur fonction principale est de déterminer le moment et l’endroit où la peau a été touchée. Les disques de Merkel sont des organes plats répartis sur tout le corps ils sont à l’origine de la sensation de toucher continu. Les récepteurs refermant la plus grande part de mystère sont les corpuscules de Ruffini qui réagissent à la pression et à la température. De plus, la peau présente des terminaisons nerveuses libres sensibles à la douleur, aux variations de température et aux stimulations mécaniques. Il existe des voies de conduction spécifiques de l'information douloureuse au cerveau qui sont distinctes de celles qui conduisent les informations tactiles, permettant ainsi de meilleures conditions de survie.

### Tact fin (épicritique)
D’autre part, il existe 6 items que le toucher est à même de discriminer à l’aide de récepteurs différenciés : 
- texture : appréciée par frottement et déplacement ;
- dureté : pression ;
- température : contact fixe statique ;
- poids : soulèvement, soupèsement ;
- forme : enveloppement ;
- forme globale : suivi des contours.

La sensibilité de ces capteurs varie suivant les zones du corps et suivant les fonctions. Par exemple, la sensibilité au toucher est beaucoup plus performante au niveau de la pulpe des doigts qu’ailleurs. Ces zones possèdent une plus grande acuité tactile, c'est-à-dire une capacité à discerner deux points de pression plus ou moins espacés. Ainsi, au niveau de la pulpe, on est capable de discriminer deux stimulations tactiles séparées de 2 millimètres, alors que sur la peau du bras, la distance de séparation est de plus de 4 centimètres.

### Tact grossier (protopathique)
Il s'agit d'un tact non discriminatif qui détecte des sensations plus globales et plus floues telles que la sensibilité thermique, la pression, la vibration, la douleur.

## Valorisations techniques
Dans le domaine du jeu vidéo, le toucher peut être considéré comme la vibration dans la plupart des manettes de jeu.
Il est exploité dans un grand nombre de domaines, et notamment dans la création d'objets tactiles réagissant à tout contact, par exemple d'un doigt ou d'un stylet : écrans tactiles, les gants à retour de force en réalité virtuelle.
Pour les personnes mal ou non-voyantes, la perception tactile permet de prendre connaissance d'informations signalétiques par des procédures d'exploration tactiles. C'est le cas de lecture de planches en relief ou de texte en écriture braille à l'aide des mains. En outre, des surfaces podotactiles (cheminement, guidage, dalles) permettent de ressentir avec les pieds une variation de la surface du sol signalant un danger, une alerte ou une zone spécifique afin de guider les mal-voyants.